# Restinga (São Paulo)
Restinga is een gemeente in de Braziliaanse deelstaat São Paulo. De gemeente telt 6.897 inwoners (schatting 2009).